# Wrightia sirikitiae
Wrightia sirikitiae là một loài thực vật có hoa trong họ La bố ma. Loài này được D.J.Middleton & Santisuk mô tả khoa học đầu tiên năm 2001.